# 広町 (品川区)
広町（ひろまち）は、東京都品川区の町名。現行行政地名は広町一丁目および二丁目。住居表示実施済み区域である。

## 地理
品川区の地理的中央部に位置する。北で大崎、北東で目黒川を境に北品川、東で南品川、南東で東大井、南で大井、南西で二葉、西で西品川と接する。東京総合車両センターと工場が目立っており、間を埋めるように住宅が並ぶ。丁目界は線路（車両センターへの線路）を境に北部は一丁目、南部は二丁目に区分している。周囲の町丁との間もほぼ線路が境界となっている。北東には目黒川が流れる。

## 地域
- 一丁目（北部）

大崎駅と大井町駅に隣接し、交通アクセスにも恵まれた地区であるため、都市型工業ゾーンとしての環境を維持・保全・研究開発施設の集積を進めるとともに、オープンスペースや緑地の確保に努め、周辺環境にも配慮した都市型工業市街地の形成を進めている。
- 二丁目（南部）

ほとんどが品川区役所とJR東日本大井町社宅跡地であり、広域・都市活性化拠点ゾーンとして、高次の複合都市機能を備えた都市として市街地形成を推進するとともに、商業や業務機能に加えて、高度利用を前提とした住機能の整備を進めている。

## 世帯数と人口
2023年（令和5年）1月1日現在（東京都発表）の世帯数と人口は以下の通りである。なお、二丁目の人口は0人のため、省略とする。
| 丁目       | 世帯数 | 人口 |
| ---------- | ------ | ---- |
| 広町一丁目 | 47世帯 | 66人 |

### 人口の変遷
国勢調査による人口の推移。
| 年                 | 人口  |
| ------------------ | ----- |
| 1995年（平成7年）  | 2,490 |
| 2000年（平成12年） | 2,098 |
| 2005年（平成17年） | 2,109 |
| 2010年（平成22年） | 1,881 |
| 2015年（平成27年） | 61    |
| 2020年（令和2年）  | 57    |

### 世帯数の変遷
国勢調査による世帯数の推移。
| 年                 | 世帯数 |
| ------------------ | ------ |
| 1995年（平成7年）  | 706    |
| 2000年（平成12年） | 630    |
| 2005年（平成17年） | 726    |
| 2010年（平成22年） | 666    |
| 2015年（平成27年） | 42     |
| 2020年（令和2年）  | 41     |

## 学区
区立小・中学校に通う場合、学区は以下の通りとなる（2020年4月時点）。
| 丁目       | 番地 | 小学校             | 中学校                                                                    |
| ---------- | ---- | ------------------ | ------------------------------------------------------------------------- |
| 広町一丁目 | 全域 | 品川区立品川学園   | 品川区立品川学園                                                          |
| 広町二丁目 | 全域 | 品川区立山中小学校 | 品川区立豊葉の杜学園（2019年度入転学） 品川区立伊藤学園（2020年度入転学） |

## 交通
南部は京浜東北線・東急大井町線・東京臨海高速鉄道りんかい線大井町駅と接しているが、実際は大井と東大井に位置している。北部の最寄り駅は大崎駅、南西の一部地域では東急大井町線下神明駅が最寄。境界付近に大通りがあるほか、道路が脇を通る。補助163号線の工事を通じて、大崎から大井町までの道路ネットワークの強化・充実を進めている。

## 事業所
2021年（令和3年）現在の経済センサス調査による事業所数と従業員数は以下の通りである。
| 丁目       | 事業所数 | 従業員数 |
| ---------- | -------- | -------- |
| 広町一丁目 | 51事業所 | 2,084人  |
| 広町二丁目 | 26事業所 | 2,845人  |
| 計         | 77事業所 | 4,929人  |

### 事業者数の変遷
経済センサスによる事業所数の推移。
| 年                 | 事業者数 |
| ------------------ | -------- |
| 2016年（平成28年） | 68       |
| 2021年（令和3年）  | 77       |

### 従業員数の変遷
経済センサスによる従業員数の推移。
| 年                 | 従業員数 |
| ------------------ | -------- |
| 2016年（平成28年） | 3,134    |
| 2021年（令和3年）  | 4,929    |

## 施設

### 公共施設
- 品川区役所 - 品川区総合庁舎[16]
  - 東京法務局品川出張所
  - 東京都第二建設事務所
  - 東京都品川都税事務所
  - 品川区保健所
  - しながわ防災体験館
  - 公益財団法人品川区国際友好協会
  - 品川区議会
  - 品川区環境情報活動センター
- 広町一丁目工場アパート・創業支援センター
- 品川区立広町公園

### 教育機関
- 品川区立ひろまち保育園

### 郵便局・金融機関
- みずほ銀行 品川区役所出張所
- 品川区役所前郵便局 - 二葉 (品川区)にあるが最寄り

### 電車
近隣の駅は以下。
- 大井町駅 東京臨海高速鉄道りんかい線・京浜東北線
- 下神明駅 東急大井町線
- 大崎駅 山手線

### バス
- 第一三共前 東急バス [17]
  - 渋41系統[17]：渋谷駅行き
  - 渋41系統[17]：清水行き（目黒方面）
  - 渋41系統[17]：大井町駅 行

### 民間施設等
一丁目
- 第一三共研究開発センター（第一三共ハピネス東京業務グループ）
- 日本ダイヤバルブ
- 寺岡製作所
- JR東日本大井町変電所

二丁目
- JR東日本東京総合車両センター（旧大井工場・山手電車区）
- JR東日本健康推進センター

## ゆかりのある人物
- 今川氏真 - 東京総合車両センター付近に晩年の居館があった。
- 郷ひろみ - 父が旧国鉄職員であり、広町の社宅で少年時代を過ごした。

## その他

### 日本郵便
- 郵便番号 : 140-0005[3]（集配局 : 品川郵便局[18]）。